# نورا زهتنر
 نورا أنجيلا زهتنر  (بالإنجليزية: Nora Zehetner)‏ (من مواليد 5 فبراير 1981) هو فيلم والممثلة الاميركية التلفزيونية.

## تلفزيون
المسلسلات التلفزيونية التي شاركت فيها:
- مسلسل بنات غيلمور عام 2000
- مسلسل الذهاب إلى كاليفورنيا عام 2001
- مسلسل غريز أناتومي عام 2009

## الأفلام
الأفلام التي شاركت فيها:
- الفيلم نقطة الأصل عام 2002
- الفيلم تحت عام 2007
- الفيلم الأميرة عام 2008

## روابط خارجية
- نورا زهتنر على موقع IMDb (الإنجليزية)
- نورا زهتنر على موقع ألو سيني (الفرنسية)
- نورا زهتنر على موقع ميوزك برينز (الإنجليزية)
- نورا زهتنر على موقع أول موفي (الإنجليزية)
- نورا زهتنر على موقع قاعدة بيانات الأفلام السويدية (السويدية)
- نورا زهتنر على موقع قاعدة بيانات الفيلم (الإنجليزية)
- نورا زهتنر على موقع كينوبويسك (الروسية)